# Народні збори
Народні збори — збори громадян, громади чи держави для обмірковування суспільних справ, видання законів,  обрання посадових осіб тощо.
Термін також вживається як синонім терміна національні збори у значенні вищого законодавчого органу деяких країн, наприклад Народні збори Болгарії, Народні збори Сербії.

## Історія
В стародавніх народів (фінікійців, греків та римлян), потім досить довго у германців і у слов'ян Народні збори мали переважну роль в державі, але з плином часу вони мало-помалу виходять з ужитку, і в сучасних культурних державах народний вплив на державне життя відбувається вже через обираних народом особливих представників — депутатів.
Народні збори існували в глибоку давнину, згадки про них зустрічаємо вже в гомерівських поемах. Втім в цю найдавнішу епоху вони функціонують рідко і слабо. Народ, тобто демос — вільні громадяни — скликався царями, через герольдів, на площу («агора», звідки і самі збори називалося також «агорою»), але здебільшого не для винесення рішень, а просто для вислуховування і взяття до уваги того, що вирішено царем, після наради зі значнішими мужами поліса, яких іноді також називали царями.
Бувало й обговорення питань, але голосування, в сучасному розумінні, не було: народ висловлював своє схвалення або несхвалення просто криком. Народне рішення не було обов'язковим для царя. У Спарті діяльність Народних зборів — апелла — була регульована законами Лікурга Спартанського — Великою Ретрою. Спартанська апелла не обговорювала пропонованих їй питань, а тільки схвалювала або відкидала криком пропозиції герусії або ефорів, що відрізняло її від афінської еклесії.
Народні збори існували і в інших грецьких державах, причому на їх положенні сильно відбивалася боротьба між аристократичною і демократичною партіями. Посилення останньої тягло за собою і посилення впливу Народних зборів на державні справи.